# Sarod
O sarod é um instrumento musical da família dos cordofones, usado principalmente na música hindu, que inclui a música clássica indiana, o kirtan, bhajan  e outros gêneros musicais. É um alaúde  híbrido derivado do dhrupad rabâb, instrumento indiano antigo, e do rabab afegão. Seu nome deriva provavelmente da palavra persa sarud (cantar) pois muitos cantores o utilizavam  para acompanhamento.
Junto com o sitar, é um dos instrumentos mais populares e proeminentes na música clássica hindustani (do norte da índia). O sarod é conhecido por um som profundo, pesado e introspectivo (contrastante com a doce e extremamente rica textura do sitar). Seu braço não possui trastes, o que o torna muito adequado ao microtonalismo e ao glissando,  comuns na música da Índia.

## Origens
Crê-se que sarod seja um instrumento de origem persa. Na língua persa, a palavra sorūd é muito mais antiga do que o instrumento musical indiano e  geralmente tem o sentido de 'música', 'melodia', 'hino',  enquanto o verbo  sorūdan  significa  'cantar', 'tocar um instrumento musical'.
Vários estudiosos consideram a origem do sarod como sendo o rubab, um instrumento semelhante originário da Ásia Central e Afeganistão. Essencialmente, o sarod seria um baixo rebab. O rebab foi modificado por Amir Khusru no século XIII. Lalmani Misra opina em sua obra Bharatiya Sangeet Vadya que o sarod seria uma amálgama da antiga veena chitra, do rebab medieval e do sursingar moderno.
O ancestral de Amjad Ali Khan, Mohammad Hashmi Khan Bangash, músico e comerciante de cavalos que foi a Índia com o rebab afegão em meados do século XVII, se tornou um músico da corte do marajá de Rewa (atualmente em Madhya Pradesh). Foram seus descendentes, especialmente seu neto, Ghulam Ali Khan Bangash, músico da corte em Gwalior, que gradualmente transformou o rabab no sarod conhecido hoje em dia.

## Design
A forma do instrumento depende da escola (gharana) do músico que o constrói. Há três tipos distintos de sarod:
- O sarod convencional tem 18 ou 25 cordas, semelhante ao Ud. Seu corpo é esculpido em uma peça única de madeira[5] do tipo mogno ou teca. O cavalete repousa sobre o tampo superior da caixa de ressonância, que é de pele de cabra. O braço não possui trastes e é de aço,[5] que pode ser niquelado, cromado, ou apenas polido. Quatro ou cinco cordas principais são usadas para todcar a melodia, um ou dois "bordões", duas cordas chikari e dez ou quinze cordas "simpáticas", que vibram por ressonância. O desenho desse modelo antigo geralmente é creditado a Niyamatullah Khan, da Gharana Lucknow, bem como a Ghulam Ali Khan, da Gharana Gwalior-Bangash. Dentre os instrumentistas contemporâneos, esse modelo básico é conservado intacto por duas correntes. Amjad Ali Khan e seus discípulos tocam esse modelo, e também o fazem os seguidores de Radhika Mohan Maitra. Ambos, Amjad Ali Khan e Buddhadev Dasgupta, introduziram pequenas mudanças em seus respectivos instrumentos que se tornaram os moldes para seus seguidores. Buddhadev Dasgupta prefere o braço de aço polido, pela fácil manutenção, enquanto Amjad Ali Khan usa o convencional braço de aço cromado ou niquelado. Visualmente, as duas variantes são similares, com seis cravelhas no cravelhal principal, duas cravelhas chikari arredondadas e 11 (Amjad) a 15 (Buddhadev) cordas "simpáticas". Os descendentes de Niyamatullah Khan (Irfan Khan e Ghulfam Khan) também tocam instrumentos semelhantes.
- Outro tipo é o projetado por Allauddin Khan e seu irmão Ayet Ali Khan. Esse instumento é maior e mais longo que o convencional, embora seu braço seja idêntico ao tradicional descrito acima. Ao todo, possui 25 cordas, que incluem quatro cordas principais, quatro cordas jod (afinadas em Ni ou Dha, R/r, G/g e Sa respectivamente), duas cordas chikari strings (afinadas em Sa na oitava superior) e quinze cordas tarab. As cordas principais são afinadas em Ma ("fa"), Sa ("do"), Pa ("so") abaixo e Sa abaixo, dando ao instrumento uma extensão de três oitavas.

As cordas do sarod são feitas de aço ou bronze. São tocadas com um plectro triangular (java) que pode ser feito de casca de côco polida, ébano, osso, Delrin (TM) ou outros materiais.

## Execução

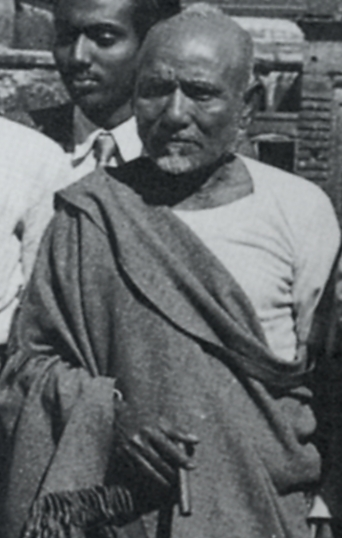
Ustad Alauddin Khan, um tocador de sarod.

Há duas escolas de execução do sarod. Uma envolve o uso da ponta das unhas para pressionar as cordas; certa força e firmeza das unhas é um pré-requisito para a precisão da altura das notas. A outra escola usa uma combinação da unha e da ponta do dedo para pressionar as cordas contra o braço.